# Georges Bidault
Georges Bidault (Moulins, 5 oktober 1899 – Cambo-les-Bains, 27 januari 1983) was een Frans interim-staatshoofd en minister-president in 1946.
Bidault werd geboren in een rooms-katholiek gezin en werd onderwezen door Franse jezuïeten in een klooster in het Italiaanse Bollengo. Van 1926 tot 1931 was hij geschiedenisleraar te Reims. Voor de Tweede Wereldoorlog speelde hij een belangrijke rol binnen de (progressieve) katholieke jeugdbeweging (oprichter Katholieke Jeugd Associatie). Hij ontwikkelde een militant, democratisch katholicisme. In 1932 was Bidault oprichter van het linkse tijdschrift L'Aube, dat zich keerde tegen fascisme en antisemitisme. In 1938 keerde hij zich in zijn tijdschrift fel tegen het Verdrag van München waarin Frankrijk, het Verenigd Koninkrijk en Italië Tsjecho-Slowakije aan nazi-Duitsland uitleverden in "ruil" voor vrede.
In mei 1940 werd Bidault aangesteld als staatssecretaris van Vluchtelingenzaken. Daarnaast nam hij dienst in het Franse leger dat tegen de Duitse invallers vocht. Korte tijd later werd hij door de Duitsers gevangengenomen. Direct na zijn vrijlating in juli 1941 trad hij toe tot de Résistance.

Na de moord op Jean Moulin, de voorzitter van het Conseil National de la Résistance, nam Bidault het voorzitterschap op zich. In maart 1944 hielp hij mee met het opstellen van een hervormingsprogramma voor het Frankrijk van na de oorlog. In datzelfde jaar richtte hij de progressief-katholieke Mouvement républicain populaire (MRP) op.
Na de Tweede Wereldoorlog werd Bidault minister-president en interim-staatshoofd (1946). Van 1949 tot 1950 was hij nogmaals premier. Van 1951 tot 1952 was hij minister van Defensie en van 1953 tot 1954 van Buitenlandse Zaken.
In 1958 scheidde Bidault, die inmiddels erg conservatief was geworden, zich van de MRP af en vormde de Christen Democratische Partij. In hetzelfde jaar werd hij tevens premier. Als premier verzette Bidault zich in 1958 sterk tegen de Algerijnse onafhankelijkheid. Toch steunde hij Charles de Gaulle. In 1959 bleek echter dat De Gaulle vóór de Algerijnse onafhankelijkheid was. Het kwam dan ook tot een breuk tussen hem en De Gaulle. Met conservatieve politici richtte Bidault daarop het Rassemblement pour l'Algérie française op, dat zich sterk tegen De Gaulle's politiek van Algerijnse onafhankelijkheid keerde.
Bidault sprak zich niet negatief uit over de terroristische daden van de Franse OAS in Algerije. Hij raakte betrokken bij een complot tegen de staat. In 1959 vluchtte hij uit Frankrijk. Hij werd bij verstek veroordeeld. Nadat hij door De Gaulle was begenadigd, keerde hij in 1968 vanuit zijn ballingsoord in Brazilië naar Frankrijk terug. In Frankrijk richtte hij de "Mouvement pour la justice et la liberté" op.
Hij overleed op 83-jarige leeftijd.
Paul Ramadier · Robert Schuman · André Marie · Robert Schuman · Henri Queuille · Georges Bidault · Henri Queuille · René Pleven · Henri Queuille · René Pleven · Edgar Faure · Antoine Pinay · René Mayer · Joseph Laniel · Pierre Mendès France · Christian Pineau · Edgar Faure · Guy Mollet · Maurice Bourgès-Maunoury · Félix Gaillard · Pierre Pflimlin
- Bibsys: 90958837
- Bibliothèque nationale de France: cb12317811q (data)
- CiNii: DA11452343
- Gemeinsame Normdatei: 118663003
- International Standard Name Identifier: 0000 0001 0857 4453
- Library of Congress Control Number: n85124120
- Base Léonore: C/0/19
- National Archives and Records Administration: 17412892
- Nationale bibliotheek van Australië: 49885905
- Nationale Bibliotheek van Israël: 987007273365605171
- Nationale Bibliotheek van Polen: a0000003202101
- Nederlandse Thesaurus van Auteursnamen: 070290628
- Istituto Centrale per il Catalogo Unico: DDSV079116
- SNAC: w69p4cq0
- Système universitaire de documentation: 032079044
- Trove: 1499723
- Virtual International Authority File: 51758050
- WorldCat: E39PBJmHKj3XpdmXptQqq36Myd